# Charitopes pallicoxator
Charitopes pallicoxator là một loài tò vò trong họ Ichneumonidae.